# Like I Love You (Nico-Santos-und-Topic-Lied)
Like I Love You (englisch für „Wie ich dich liebe“) ist ein Lied des deutschen Singer-Songwriters Nico Santos, das in Zusammenarbeit mit dem ebenfalls aus Deutschland stammenden DJ Topic entstand. Das Stück ist die dritte Singleauskopplung aus Santos’ zweitem selbstbetitelten Studioalbum.

## Entstehung und Artwork
Like I Love You wurde von den beiden Interpreten selbst – unter ihren bürgerlichen Namen „Tobias Topic“ (Topic) und „Nico Wellenbrink“ (Nico Santos) – gemeinsam mit den Koautoren Pascal Reinhardt und Joe Walter geschrieben. Die Instrumentation, Produktion sowie die Programmierung erfolgten durch die Zusammenarbeit von Reinhardt und Topic. Bei der Instrumentation kamen unter anderem Keyboards und Schlagzeuge zum Einsatz, die von beiden eingespielt wurden. Reinhardt spielte zudem noch die Gitarrenklänge ein. Topic zeichnete darüber für die Abmischung des Stücks verantwortlich. Das Mastering erfolgte unter der Leitung des Berliner Tontechnikers Lex Barkey.
Auf dem Frontcover der Single ist lediglich – neben Künstlernamen und Liedtitel – eine Eisfläche zu sehen. Die Aufschrift befindet sich in gelber Schrift, zentriert, inmitten des Coverbildes.

## Veröffentlichung und Promotion
Die Erstveröffentlichung von Like I Love You erfolgte als Streaming am 13. März 2020. Die Veröffentlichung erfolgte als Einzeltrack durch das Musiklabel Virgin Records, der Vertrieb erfolgte durch Universal Music Publishing. Verlegt wurde das Lied durch Budde Music, Edition Djorkaeff-Beatzarre und Fisherman Songs. Nach dem Like I Love You zunächst nur als Single veröffentlicht wurde, erschien es am 8. Mai 2020 auf Santos’ zweitem selbstbetitelten Studioalbum.
Um das Lied zu bewerben, erfolgte unter anderem ein gemeinsamer Liveauftritt, zur Hauptsendezeit, in der Sat.1-Show Luke! Die Schule und ich sowie Soloauftritte von Santos in der ProSieben-Show Schlag den Star und der ZDF-Show Einfach super! – Die große Show zum Staunen. Im Mai 2020 bewarb der deutsche Fernsehsender ProSieben das Lied als „Entertainment Tipp“, womit es in diversen Werbeunterbrechungen zu sehen war. Am 9. Dezember 2022 traten Santos und Topic mit dem Lied bei der 1 Live Krone auf.
Free European Song Contest
Am 16. Mai 2020 trat Santos mit Like I Love You beim neu initiierten Free European Song Contest an. Bei seiner Teilnahme vertrat er Spanien, das Land, in dem er aufwuchs. Den Text wandelte er für seinen Auftritt etwas ab und integrierte einige spanischsprachige Zeilen. Er setzte sich mit 104 Punkten gegen seine 15 Mitstreiter durch, darunter die Zweitplatzierte Ilse DeLange mit Changes (88 Punkte für Niederlande) und der Drittplatzierte Max Mutzke als Astronaut mit [back to the moon] (85 Punkte für den Mond). Santos ging nach dem zweiten Abstimmungsland in Führung und hielt die Führung bis zum zwölften Land inne. Nach dem zwölften Land ging DeLange in Führung. Die letzten drei Länder Deutschland, Österreich und die Schweiz vergaben ihre Punkte per Zuschauervoting, bei dem DeLange 0 Punkte bekam und damit die Führung wieder an Santos verlor, der von den Zuschauern 22 von möglichen 36 Punkte bekam. Santos bekam aus zwei (Niederlande und Vereinigtes Königreich) von 16 Ländern die volle Punktzahl von zwölf Punkten.
| Spanien | 10 | 3 | 8 | 7 | 7 | 5 | 4 | 5 | 7 | 12 | 6 | 10 | 8 | – | 12 | 104 |

## Hintergrund
Bei Like I Love You handelt es sich nicht um die erste Kollaboration zwischen Nico Santos und Topic, bereits Ende 2015 veröffentlichten die beiden die Single Home. Die Single erreichte in Deutschland Position zwölf und in Österreich mit Position zehn die Top 10. International schaffte es das Stück auch in die australischen Singlecharts, wo Home mit Position elf nur knapp die Top 10 verpasste. Die Single verkaufte sich rund 470.000 Mal, erhielt jeweils Platin-Schallplatten in Australien sowie Deutschland und stellte den Durchbruch der beiden Künstler dar. Santos erreichte zuvor lediglich als Gastsänger von Mr.Da-Nos (Holding On) einen der hinteren Plätze in der Schweizer Hitparade und Topic erreichte erstmals überhaupt die Musikcharts.

## Inhalt
Der Liedtext zu Like I Love You ist in englischer Sprache verfasst. Der Titel bedeutet ins Deutsche übersetzt so viel wie „Wie ich dich liebe“. Die Musik und der Text wurden gemeinsam von Pascal Reinhardt, Tobias Topic (Topic), Joe Walter und Nico Wellenbrink (Nico Santos) geschrieben beziehungsweise komponiert. Musikalisch bewegt sich das Lied im Bereich des Dance-Pop. Das Tempo beträgt 126 Schläge pro Minute. Die Tonart ist a-Moll. Laut Santos soll das Lied die Angst und Vorstellung darüber widerspiegeln, wie es sich anfühlen würde, wenn die verflossene Liebe plötzlich einen Neuen hätte.
Aufgebaut ist das Lied auf einem Intro, zwei Strophen, einem Refrain, einem Drop sowie einer Bridge. Das Lied beginnt mit dem Intro, das sich lediglich aus der sich wiederholenden Zeile „Like I Love You“ zusammensetzt. Nach dem kurzen Intro folgte die erste Strophe, an die sich direkt der Refrain anreiht, der wiederum mit einem Drop, der größtenteils dem Intro ähnelt, endet. Der Vorgang wiederholt sich mit der zweiten Strophe. Auf den zweiten Refrain folgt eine dreizeilige Bridge, ehe das Lied mit dem dritten Refrain und dem direkt anschließenden Drop endet. Topic wirkt an dem Stück nur als Produzent mit, der Hauptgesang wurde komplett von Santos übernommen. Darüber hinaus ist im Hintergrund die Stimme des Koautoren Walter zu hören
| „He doesn’t love you like I love you. He doesn’t need you like I need you now. He doesn’t love you like I love you. Hope he won’t hurt you like I hurt you. He doesn’t know you like I know you. ’Cause baby, I know every part of you. He doesn’t love you like I love you. Hope he won’t hurt you like I hurt you. Guess I don’t deserve you.“ – Refrain, Originalauszug | „Er liebt dich nicht, wie ich dich liebe. Er braucht dich nicht, wie ich dich benötige. Er liebt dich nicht, wie ich dich liebe. Ich hoffe, er wird dich nicht so verletzen, wie ich es tat. Er kennt dich nicht so gut, wie ich dich kenne. Weil Liebling, ich kenne jeden Teil von dir. Er liebt dich nicht, wie ich dich liebe. Ich hoffe, er wird dich nicht so verletzen, wie ich es tat. Ich schätze, ich habe dich nicht verdient.“ – Refrain, Übersetzung |

## Musikvideos
Zu Like I Love You wurden zwei offizielle Musikvideos veröffentlicht. Zunächst erschien ein Lyrikvideo, das seine Premiere am 12. März 2020 auf YouTube feierte. Es zeigt im Vordergrund, wie typischerweise für Lyrikvideos, immer die aktuell besungenen Liedzeilen in gelber Schrift. Im Hintergrund sind Impressionen einer Gebirgslandschaft zu sehen. Das eigentliche Musikvideo feierte schließlich am 2. April 2020 seine Premiere. Es zeigt eine junge Frau (gespielt von Toni Dreher-Adenuga), die sich auf dem Weg zu ihrer Gegenspielerin macht. Sie ist dabei mit dem Motorrad unterwegs und macht auf ihrem Weg nochmals halt, um einen Deal für eine unbekannte Substanz mit einem Unbekannten einzugehen. Nach dem Deal wird sie kurze Zeit von zwei weiteren Motorradfahrern verfolgt. Diese schüttelt sie kurzerhand ab und trifft später auf die gesuchte Person, die sich als ihr Double (gespielt von Valerie Mevegue) herausstellt. Sie tritt daraufhin in den Kampf mit sich selbst. Das Video endet mit einer gespiegelten Nahaufnahme des verletzten Originals. Zwischendurch sind immer wieder Szenen von Santos zu sehen, der das Lied zum einen inmitten einer kleinen Menschenmenge singt sowie einmal gefangen in einem freistehenden Gefängnis. Topic tritt nur ganz kurz im Video in Erscheinung, unabhängig von der Geschichte. Die Gesamtlänge des Videos beträgt 3:48 Minuten. Regie führte, wie schon bei einigen Musikvideos von Santos zuvor, erneut Marvin Ströter.

## Mitwirkende
| Liedproduktion - Lex Barkey: Mastering - Pascal Reinhardt: Gitarre, Keyboard, Komponist, Liedtexter, Musikproduzent, Programmierung, Schlagzeug - Tobias Topic (Topic): Abmischung, Keyboard, Komponist, Liedtexter, Musikproduzent, Programmierung, Schlagzeug - Joe Walter: Begleitgesang, Komponist, Liedtexter - Nico Wellenbrink (Nico Santos): Gesang, Komponist, Liedtexter Musikvideo (Auswahl) - Toni Dreher-Adenuga: Schauspieler - Tim Eichel: Filmproduzent - Stefanie Ganschow: Koproduzent - Valerie Mevegue: Schauspieler - Marvin Ströter: Regisseur, Koproduzent | Unternehmen - Budde Music: Verlag - Edition Djorkaeff-Beatzarre: Verlag - Fisherman Songs: Verlag - Universal Music Publishing: Vertrieb - Virgin Records: Musiklabel |

## Rezeption

### Rezensionen
Henry Einck von dance-charts.de sieht große Ähnlichkeiten zwischen Like I Love You und Home, jedoch mit einer anderen Erwartungshaltung als zuvor, wovon sich die beiden nicht beeinflussen liesen. Das Duo liefere eine solide Dance-Pop-Single ab, die exakt das erfülle, was der Hörer erwarte, wenn er die Namen der Künstler läse. Santos könne beim Gesang sein ganzes Talent zum Ausdruck bringen und Topic mit dem „Sound-Design“ beweisen, dass er ein Gespür für modernen Sound habe. Ob sich Like I Love You zum Hit entwickeln wird, sei schwierig abzuschätzen, doch den Erfolg von Home werde man höchstwahrscheinlich nicht überbieten können.

### Charts und Chartplatzierungen
Like I Love You erreichte in Deutschland Rang 24 der Singlecharts und platzierte sich 19 Wochen in den Top 100. In den deutschen Midweekcharts vom 20. Mai 2020 schaffte es die Single sogar auf Rang 23. Vor dem Einstieg in die offiziellen Singlecharts am 24. April 2020 platzierte sich die Single zunächst zwei Wochen an der Spitze der Single-Trend-Charts. In den deutschen Airplaycharts erreichte Like I Love You Rang zwei und musste sich lediglich Supalonely (Benee feat. Gus Dapperton) geschlagen geben. Des Weiteren erreichte Like I Love You Platz fünf der Downloadcharts sowie Platz 32 der Streamingcharts. In Österreich erreichte die Single in 18 Chartwochen mit Rang 32 seine höchste Chartnotierung und in der Schweiz in drei Chartwochen mit Rang 54 der Charts.
2020 belegte Like I Love You Rang 91 der Single-Jahrescharts in Deutschland. In den deutschen Airplay-Jahrescharts belegte Like I Love You Rang 34.
Topic erreichte mit Like I Love You zum elften Mal die deutschen Singlecharts als Musikproduzent sowie zum neunten Mal in Österreich und zum dritten Mal nach Komm mit (Liont) und Breaking Me (Topic feat. A7S) in der Schweiz. Als Interpret erreichte er jeweils zum sechsten Mal die Singlecharts in Deutschland und Österreich sowie zum zweiten Mal nach Breaking Me in der Schweiz. In seiner Autorenfunktion ist es der fünfte Charterfolg in Deutschland und Österreich sowie der zweite nach Breaking Me in der Schweiz. Für Santos als Autor ist Like I Love You der 21. Charterfolg in Deutschland sowie der 15. in Österreich und der zwölfte in der Schweiz. Als Interpret erreichte er hiermit zum achten Mal die deutschen Singlecharts sowie zum siebten Mal in Österreich und zum sechsten Mal in der Schweiz. Walter erreichte in seiner Autorentätigkeit zum zwölften Mal die deutschen Charts sowie zum achten Mal in Österreich und zum vierten Mal in der Schweiz. Für Reinhardt als Autor ist Like I Love You der zehnte Charterfolg in den deutschen Singlecharts sowie der achte in Österreich und der sechste in der Schweiz.
| ChartsChartplatzierungen | Höchstplatzierung | Wochen |
| ------------------------ | ----------------- | ------ |
| Deutschland (GfK)        | 24 (19 Wo.)       | 19     |
| Österreich (Ö3)          | 32 (18 Wo.)       | 18     |
| Schweiz (IFPI)           | 54 (3 Wo.)        | 3      |

| ChartsJahrescharts (2020) | Platzierung |
| ------------------------- | ----------- |
| Deutschland (GfK)         | 91          |

### Auszeichnungen für Musikverkäufe
Am 21. Februar 2023 wurde Like I Love You in Österreich mit einer Platin-Schallplatte für über 30.000 verkaufte Einheiten ausgezeichnet, bereits am 2. September 2020 erreichte es Goldstatus. Am 8. Januar 2021 erhielt das Lied eine Goldene Schallplatte für über 200.000 verkaufte Exemplare in Deutschland. Für Santos ist es in Österreich die vierte und in Deutschland die fünfte Singleveröffentlichung, die mindestens Goldstatus erreichte. Für Topic ist es in Österreich nach Breaking Me die zweite und in Deutschland die dritte Singleveröffentlichung, die mindestens Goldstatus erreichte. Die Single bekam damit je eine Goldene und Platin-Schallplatte für über 230.000 Verkäufe.

| Land/Region        | Auszeichnungen für Musikverkäufe (Land/Region, Auszeichnung, Verkäufe) | Verkäufe |
| ------------------ | ---------------------------------------------------------------------- | -------- |
| Deutschland (BVMI) | Gold                                                                   | 200.000  |
| Österreich (IFPI)  | Platin                                                                 | 30.000   |
| Insgesamt          | 1× Gold · 1× Platin ·                                                  | 230.000  |